# 5,56×45mm NATO
O 5,56×45mm OTAN (nomenclatura oficial da OTAN 5,56 NATO) é uma família de cartuchos intermediários sem gargalo, desenvolvida na Bélgica pela FN Herstal. Consiste nos cartuchos SS109, SS110 e SS111. Sob a STANAG 4172, é um cartucho padrão para as forças da OTAN, bem como muitos países que não são da OTAN. É derivado de, mas não é idêntico ao, cartucho .223 Remington.

## História
Em 1954, o cartucho de rifle 7,62×51mm NATO foi selecionado como o primeiro cartucho de rifle padrão da OTAN. Na época da seleção, houve críticas de que o poder de recuo do 7,62×51mm NATO, quando disparado de um rifle de serviço moderno leve e portátil, não permitia uma taxa de tiro automática suficiente para os combates modernos.

## Outras denominações
- 5.6mm Gewehr Patrone 90
- 5,6mm Gw Pat 90
- Cart 5,6mm 90 F